# Filip Wilhelm Wittelsbach (kardynał)
Filip Wilhelm Wittelsbach (ur. 22 września 1576 w Monachium, zm. 28 maja 1598 w Dachau) – niemiecki kardynał, biskup Ratyzbony.

## Życiorys
Urodził się 22 września 1576 roku, jako syn księcia bawarskiego Wilhelma V i Renaty Lotaryńskiej (jego rodzeństwem byli: Maksymilian, Maria Anna, Ferdynand, Albert i Magdalena). Studiował filozofię i teologię na Uniwersytecie w Ingolstadt. Pomimo że nigdy nie przyjął święceń kapłańskich czy sakry, był kanonikiem kapituł w Moguncji, Salzburgu, Trewirze i Kolonii. 14 lipca 1579 roku kapituła w Ratyzbonie zaproponowała jego kandydaturę na ordynariusza. 13 czerwca następnego roku nuncjusz apostolski Feliciano Ninguarda potwierdził go jako administratora diecezji. W 1589 roku został wybrany rektorem Uniwersytetu w Ingolstadt. 6 września 1592 roku kapituła wybrała go biskupem, a Stolica Apostolska niezwłocznie potwierdziła tę kandydaturę. 18 grudnia 1596 roku został kreowany kardynałem diakonem, jednak nie otrzymał diakonii tytularnej. Zmarł 28 maja 1598 roku w Dachau, w wyniku obrażeń doznanych po upadku z konia.